# Abesinska zob
Abesinska zob (lat. Avena abyssinica), jedna od dvadesetak vrsta zobi, jednogodišnjih biljaka iz porodice trava. Rasprostranjena je po sjeveroistočnoj Africi (Etiopija, Eritreja i Džibuti) i Arapskom poluotoku (Saudijska Arabija i Jemen).
Nema nijednu priznatu podrvstu.

## Vanjske poveznice
|  | Wikivrste imaju podatke o taksonu Avena abyssinica |